# SK奧林匹克手球館
SK奧林匹克手球競技場（英語：SK Olympic Handball Gymnasium），或稱為奧林匹克公園第2體育館，是韓國首爾一個室內體育場館，共5,003個席次（移動式：2,100席，固定式：2,903席）。

## 历史
於2011年10月23日開放，作為韓國第一個手球專用賽事場館，其前身為奧林匹克擊劍體育館（英語：Olympic Fencing Gymnasium）。位於松坡區芳荑洞，奧林匹克公園東南部，面積9,078平方公尺，地上3層，地下2層。

## 外部連結
- 官方網站（页面存档备份，存于）